# Sciurognathi
Sciurognathi é uma subordem de roedores que inclui ratos, camundongos, esquilos, castores e aparentados. Ela agrupa roedores que apresentam mandíbula do tipo sciuromorfa ou miomorfa. Eles têm em comum uma mandíbula com o processo angular com origem no mesmo plano vertical dos alvéolos dos incisivos.
- Na condição sciuromorfa, o masseter lateral se projeta e se conecta à frente do arco zigomático, onde ele se encontra com o rostro. A origem do masseter superficial também é anterior. Em sciuromorfos, a frente do arco zigomático possui uma grande e característica placa zigomática. Esta condição está presente em esquilos, castores, ratos-canguru, entre outros.
- A condição miomorfa provavelmente derivou da sciuromorfa, e também possui a placa zigomática e masster lateral com origem anterior. O forâmen infraorbital é um pouco maior e através dele passam alguns feixes do masseter medial

## Famílias
- Sub-ordem Sciurognathi
  -     - Família Anomaluridae: esquilos com cauda escamosa
    - Família Aplodontidae: castor-das-montanhas
    - Família Castoridae: castor
    - Família Ctenodactylidae: gundis
    - Família Dipodidae
    - Família Geomyidae
    - Família Heteromyidae: rato-canguru
    - Família Myoxidae
    - Família Pedetidae
    - Família Sciuridae: esquilo

  - Super-família Muroidea
    - Família Calomyscidae
    - Família Cricetidae: ratos e camundondongos do Novo Mundo, hamsters e aparentados
    - Família Muridae: ratos e camundongos do Velho Mundo, ratos do deserto e aparentados
    - Família Nesomyidae: ratos e camundongos endêmicos da África e Madagascar
    - Família Platacanthomyidae
    - Família Spalacidae